# Рибински рејон
Рибински рејон (рус. Рыбинский район) је општински рејон у источном делу Краснојарске Покрајине, Руске Федерације.
Административни центар рејона је град Заозјорни (рус. Заозёрный). Налази се на удаљености 130 км источно од Краснојарска.
Рејон је формиран 4. априла 1924. додине, а 9. децембра наредне године је постао део Сибирског региона, касније Источносибирског региона, а од 7. децембра 1934. део Краснојарске Покрајине.
Суседни територије рејона су:
- североисток: Кански рејон;
- југоисток: Ирбејски рејон;
- југ: Сајански рејон;
- југозапад: Партизански рејон;
- запад: Ујарски рејон;
- северозапад: Сухобузимски рејон.

Укупна површина рејона је 3.651 km².
Укупан број становника рејона је 31.363 (2014).